# Královská společnost
Královská společnost (Royal Society for the Improvement of Natural Knowledge) je britská učená společnost čili akademie pro podporu věd, založená roku 1660 v Londýně. Mezi dvanácti zakladateli, kteří se 28. listopadu dohodli na ustavení Společnosti pro studium fyzikálně-matematického experimentálního učení byli i chemik Robert Boyle, ekonom a lékař William Petty a matematik a astronom Christopher Wren. Roku 1662 ji potvrdil král Karel II. a přejmenoval ji na Londýnskou královskou společnost pro prohloubení znalostí o přírodě. Noví členové jsou voleni dosavadními členy doživotně, každoročně 44 z Británie a Britského společenství, 8 ze zahraničí a jeden čestný člen. Českými zástupci byli od roku 1667 Jan Marek Marci a od roku 1965 Jaroslav Heyrovský, českého původu byl i Chorvat Leopold Ružička. Členové společnosti si píší za jméno zkratku FRS. Při výročích je udělována Copleyho medaile.
Poznatky členů jsou od roku 1665 zveřejňovány v časopise Philosophical Transactions, nejstarším nepřetržitě vydávaném periodiku. Roku 1768 se pod záštitou společnosti konala první vědecká námořní expedice pod vedením Jamese Cooka.
Heslem Královské společnosti je „Nullius in verba...“, což je citát z latinského básníka Horatia, který napsal, že „Na ničí slova nebude přísahat“.

## Činnosti
Královská společnost je financována britskou vládou a slouží jako akademie věd Spojeného království. Její činnost se soustřeďuje do těchto oblastí:
1. Poskytuje granty a stipendia
2. Vydává řadu časopisů a knih
3. Poskytuje expertízu pro britskou vládu a další instituce
4. Stará se o popularizaci věd
5. Udílí řadu cen a medailí.

## Slavní členové
- Kategorie:Členové Královské společnosti

### Britové
- Max Born
- George Albert Boulenger
- Richard Dawkins
- Michael Faraday
- Stephen Hawking
- Winston Churchill
- John Locke
- James Clerk Maxwell
- Isaac Newton
- Michael Polányi
- Karl R. Popper
- Bertrand Russell
- Ernest Rutherford
- William Thomson

### Zahraniční členové
- Paul Ehrlich
- Albert Einstein
- Pál Erdős
- Richard Feynman
- Sigmund Freud
- Otto Hahn
- François Jacob
- Leopold Kronecker
- Simon Antoine Jean L'Huilier
- Albert Michelson
- Elon Musk
- J. R. Oppenheimer
- Wolfgang Pauli
- Jan Evangelista Purkyně
- André Weil
- Steven Weinberg